# Gouvernement Mara I
Conseil exécutif fidjien de 1963-1966 Mara II
Le gouvernement Mara I est le gouvernement qui dirige les Fidji d'octobre 1966 à mai 1972. 

## Contexte
Les Fidji à cette date sont une colonie de l'Empire britannique, dotée progressivement d'une autonomie accrue. Les élections législatives de 1966 ont produit une majorité pour le parti de l'Alliance au Conseil législatif. Ratu Sir Kamisese Mara, chef autochtone coutumier et chef de ce parti, est ainsi invité à prendre la direction du Conseil exécutif. Au sein du Conseil exécutif, les postes de secrétaire-en-chef, de procureur-général, de secrétaire aux finances, et de secrétaire aux affaires autochtones et locales reviennent ex officio à des hauts fonctionnaires de l'administration coloniale, le nouveau chef du gouvernement étant libre d'attribuer les cinq autres portefeuilles ministériels à des membres élus du Conseil législatif.

## Composition en 1966
Ratu Mara nomme le gouvernement suivant :
| Nom | Nom                    | Nom | Fonctions                                                                        | Parti                     | Remarques |
| --- | ---------------------- | --- | -------------------------------------------------------------------------------- | ------------------------- | --------- |
|     | Ratu Sir Kamisese Mara |     | Responsable des affaires du gouvernement ; Responsable des ressources naturelles | Alliance                  |           |
|     | Justin Lewis (en)      |     | Procureur général                                                                | aucun (membre ex officio) |           |
|     | Ian Thomson (en)       |     | Secrétaire-en-chef                                                               | aucun (membre ex officio) |           |
|     | Ratu Edward Cakobau    |     | Responsable du commerce, des industries et du tourisme                           | Alliance                  |           |
|     | Charles Stinson        |     | Responsable des communications et des travaux publics                            | Alliance                  |           |
|     | Harry Richie           |     | Secrétaire aux finances                                                          | aucun (membre ex officio) |           |
|     | Ratu Penaia Ganilau    |     | Secrétaire aux affaires autochtones et locales                                   | aucun (membre ex officio) |           |
|     | Vijay R. Singh         |     | Responsable des services sociaux                                                 | Alliance                  |           |
|     | K.S. Reddy (en)        |     | Sous-secrétaire aux services sociaux                                             | Alliance                  |           |
|     | John Falvey            |     | Membre sans portefeuille                                                         | Alliance                  |           |

## Gouvernement responsable et remaniement en 1967
Au 1er septembre 1967, le Royaume-Uni accorde à la colonie le plein droit à un gouvernement responsable. Le Conseil exécutif devient le Conseil des ministres, dont les membres sont désormais des ministres, doté du pouvoir exécutif sur leurs ministères respectifs. Le gouvernement dispose dès lors d'une importante autonomie, bien que le gouverneur de la colonie, Sir Derek Jakeway (en), conserve la responsabilité exclusive des affaires étrangères, de l'intérieur et de la défense. Ratu Mara devient Ministre-en-chef. Désormais libre de choisir tous les membres de son gouvernement, il le remanie ainsi, choisissant de conserver Penaia Ganilau et Harry Richie à leurs fonctions :
| Nom | Nom                    | Nom | Fonctions                                                       | Parti          | Remarques |
| --- | ---------------------- | --- | --------------------------------------------------------------- | -------------- | --------- |
|     | Ratu Sir Kamisese Mara |     | Ministre-en-chef                                                | Alliance       |           |
|     | Ratu Edward Cakobau    |     | Ministre du Commerce, des Industries et du Tourisme             | Alliance       |           |
|     | Charles Stinson        |     | Ministre des Communications, des Travaux publics et du Tourisme | Alliance       |           |
|     | Ratu Penaia Ganilau    |     | Ministre des Affaires autochtones et locales                    | sans étiquette |           |
|     | Harry Richie           |     | Ministre des Finances                                           | sans étiquette |           |
|     | Douglas Walkden-Brown  |     | Ministre des Ressources naturelles                              | Alliance       |           |
|     | Vijay R. Singh         |     | Ministre des Services sociaux                                   | Alliance       |           |
|     | John Falvey            |     | Ministre sans portefeuille                                      | Alliance       |           |

Le gouvernement compte également dès lors cinq ministres assistants :
| Nom | Nom                                   | Nom | Fonctions                                                       | Parti    | Remarques |
| --- | ------------------------------------- | --- | --------------------------------------------------------------- | -------- | --------- |
|     | Ratu David Toganivalu                 |     | Ministre des Communications, des Travaux publics et du Tourisme | Alliance |           |
|     | Jonate Mavoa                          |     | Ministre des Ressources naturelles                              | Alliance |           |
|     | K. S. Reddy (en) et Emosi Vuakatagane |     | Ministres des Services sociaux                                  | Alliance |           |
|     | P.D. Naqasima                         |     | Ministre du Commerce, des Industries et du Travail              | Alliance |           |

En janvier 1970, Ratu George Cakobau succède à Ratu Penaia Ganilau comme ministre des Affaires autochtones. Le 18 février 1970, alors que les Fidji se préparent à l'indépendance, Ratu Kamisese Mara souhaite que le ministre des Finances soit un député de son parti plutôt qu'un fonctionnaire colonial britannique, et attribue ce portefeuille ministériel à Wesley Barrett ; ce dernier succède ainsi à Harry Ritchie.
Les Fidji deviennent indépendantes le 10 octobre 1970. Le gouvernement Mara I demeure en fonction jusqu'aux élections législatives de 1972, qu'il remporte.